# Cannula karschi
Cannula karschi är en insektsart som först beskrevs av Kirby, W.F. 1910.  Cannula karschi ingår i släktet Cannula och familjen gräshoppor. Inga underarter finns listade i Catalogue of Life.